# Johan Grafström
Aulicus Johan Grafström, född 23 oktober 1750 i Timrå, död 15 september 1794 i Riddarholmens församling, Stockholms stad, var en svensk violinist och domkyrkoorganist.

## Biografi
Grafström lärde sig spela violin och orgel av sin far, sockenprästen Abraham Grafström. Han begav sig till Stockholm 1773 där han blev medlem i Hovkapellet till 1784, då han begärde avsked för att tillträde en tjänst som domkyrkoorganist i Västerås församling, Västerås. Han arbetade även som director musices vid gymnasieskolan under våren 1786. På hösten samma år återvände han till Stockholm och fick på nytt anställning i hovkapellet där han sannolikt blev kvar till sin död. Där blev han även kunglig sånglärare. Grafström avled 15 september 1794.
Han gifte sig 1783 med Maria Lovisa Flensburg (1748–1789). De fick tillsammans dotter Lena Stina (född 1787).
Hans styvson Benjamin Grafström verkade under många år som känd källarmästare på Hagalunds värdshus i Hagalund.